# رامون کالدرون
خوزه رامون کالدرون راموس (به انگلیسی: José Ramón Calderón Ramos) (زادهٔ ۲۶ مه ۱۹۵۱) وکیل اسپانیایی است. همچنین وی سابقاً مدیر عامل باشگاه رئال مادرید بوده‌است.